# 44 Leonis Minoris
44 Leonis Minoris är en gulvit stjärna i huvudserien i Lilla lejonets stjärnbild.
44 Leonis Minoris har visuell magnitud +6,05 och är knappt synlig för blotta ögat vid god seeing. Den befinner sig på ett avstånd av ungefär 285 ljusår.